# Carrascosa de Henares
Carrascosa de Henares es una localidad española del municipio de Espinosa de Henares, perteneciente a la provincia de Guadalajara, en la comunidad autónoma de Castilla-La Mancha. En 2021 contaba con 149 habitantes.

## Historia
Hacia mediados del siglo XIX, el lugar, por entonces con ayuntamiento propio, tenía contabilizada una población de 150 habitantes. La localidad aparece descrita en el quinto volumen del Diccionario geográfico-estadístico-histórico de España y sus posesiones de Ultramar de Pascual Madoz de la siguiente manera:

CARRASCOSA DE HENARES: v. con ayunt. en la prov. de Guadalajara (6 leg.), part. jud. de Brihuega (4), aud. terr. de Madrid (16), c. g. de Castilla la Nueva, dióc. de Sigüenza (6): sit. en una estensa llanura de vega, á la márg. der. del r. Henares, con libre ventilacion y clima poco sano: las enfermedades mas comunes son fiebres intermitentes y pulmonias: tiene 40 casas; la consistorial, cárcel con su cepo y cadena; escuela de instruccion primaria, concurrida por 16 alumnos, bajo la direccion de un maestro, sacristan y secretario de ayunt., dotado con 25 fan. de trigo por el primer cargo y 200 rs. por el segundo; una fuente de aguas gruesas, de que se surte el vecindario para beber y demas usos domésticos, sirviendo tambien su pilon para abrevadero de los ganados, y el sobrante para proveer á un lavadero que hay á la parte baja: al O. y como á 50 pasos de la poblacion, se encuentra la igl. parr. (San Lorenzo Mártir), servida por un cura, cuya plaza se da por oposicion en concurso general: al E. una ermita ruinosa, á dist. de 100 pasos, que sirve de cementerio. Confina el térm. N. Membrillera; E. Miralrio; S. Hita y Padilla, y O. Espinosa y Cogolludo, á 1/2 leg. en todas direcciones: dentro de esta circunferencia, se encuentra un monte denominado Tejer; de 3,900  fan. de cabida, poblado de roble, encina, fresno y olmizos, con otros arbustos, y muchas y buenas yerbas de pasto, custodiado por 2 guardas, pagados por el duque de Osuna, su dueño, los cuales viven en 2 casas, sit. dentro del mismo, y bastante dist. una de otra: hay otro bosque de 300 fan., llamado la Dehesa, propio de la v., poblado de encina alta y baja, con escelentes pastos; y en todas direcciones se ve algunos manantiales: el terreno, en su mayor parte, es llano, de escelente calidad y de vega muy fértil, regada por las aguas del Henares, observándose, sin embargo, al N. y S. algunas elevaciones, las mas de ellas incultas por la flojedad y mala clase de su tierra. caminos: los de pueblo á pueblo, todos de herradura, y uno de carril, que pasa por el confin del térm. muy transitado porp las carreterias que de tierra de Sória conducen madera para Madrid, y las que sacan la sal de las salinas de Imón y la Olmeda. correo, se recibe de la adm. de Jadraque, por cualquier vec. que pasa á dicho punto. prod. trigo de buena especie, cebada, centeno, avena, algo de garbanzos, guisantes y patatas; cria ganado lanar merino y churro, vacuno, caballar y poco mular; caza de perdices, conejos y liebres, y en el bosque del duque de Osuna, mucho lobos y zorras que causan considerables daños: en el Henares abunda la pesca de barbos y otros peces pequeños, y se cogen algunas anguilas. ind.: la agrícola y el carboneo. comercio: esportacion de los frutos sobrantes á los mercados de Brihuega, Cogolludo y Jadraque, y del carbon á Guadalajara y Madrid. pobl.: 40 vec., 150 alm. cap. prod.: 989,770 rs. imp.: 53,080. contr.: 2,856 rs. 12 mrs. presupuesto municipal: 1,000 rs. : se cubre con el fondo de propios y reparto vecinal en caso de déficit.
(Madoz, 1846, p. 612)

El municipio de Carrascosa de Henares desapareció en 1971, al ser incorporado al de Espinosa de Henares. En 2017 contaba con 166 habitantes empadronados. En la localidad se encuentra la estación de tren de Carrascosa de Henares.

## Demografía
| Gráfica de evolución demográfica de Carrascosa de Henares entre 1842 y 1970 |
| |
| Población de derecho según los censos de población del INE Población de hecho según los censos de población del INEEntre el censo de 1981 y el anterior, este municipio desaparece porque se integra en el municipio Espinosa de Henares |